# Asura punctata
Asura punctata là một loài bướm đêm thuộc phân họ Arctiinae, họ Erebidae.